# Palja
Palja (en serbe cyrillique : Паља ; en bulgare : Паля) est un village de Serbie situé dans la municipalité de Surdulica, district de Pčinja. Au recensement de 2011, il comptait 5 habitants.

## Démographie
| 1948 | 1953 | 1961 | 1971 | 1981 | 1991 | 2002 | 2011 |
| ---- | ---- | ---- | ---- | ---- | ---- | ---- | ---- |
| 378  | 406  | 385  | 285  | 112  | 65   | 18   | 5    |

|  |